# مری اندرس
مری اندرس (انگلیسی: Merry Anders; ۲۲ مهٔ ۱۹۳۲ – ۲۸ اکتبر ۲۰۱۲) یک هنرپیشه اهل ایالات متحده آمریکا بود. وی بین سال‌های ۱۹۵۱ تا ۱۹۷۱ میلادی فعالیت می‌کرد.

## گزیده فیلمشناسی
از فیلم‌ها یا برنامه‌های تلویزیونی که وی در آن نقش داشته‌است می‌توان به آثار زیر اشاره کرد.
- بینوایان (فیلم ۱۹۵۲) (۱۹۵۲)
- تایتانیک (فیلم ۱۹۵۳) (۱۹۵۳)
- چگونه می‌توان با یک میلیونر ازدواج کرد (۱۹۵۳)
- سه سکه در چشمه (فیلم) (۱۹۵۴)
- هر چه خدا می‌خواهد (۱۹۵۵)
- میز (فیلم) (۱۹۵۷)
- فرودگاه (فیلم ۱۹۷۰) (۱۹۷۰)
- بونانزا (۱۹۶۰)
- ماوریک (مجموعه تلویزیونی) (۱۹۶۰–۱۹۶۱)
- آلفرد هیچکاک تقدیم می‌کند (۱۹۶۱)
- ویرجینیایی (۱۹۶۴)
- خانواده آدامز (مجموعه تلویزیونی ۱۹۶۴) (۱۹۶۴)
- دود اسلحه (۱۹۷۱)